# NGC 3099
NGC 3099 je galaksija u zviježđu Malom lavu.

## Vanjske poveznice
- SEDS: NGC 3099